# Onthophagus lucidus
Onthophagus lucidus là một loài bọ cánh cứng trong họ Bọ hung (Scarabaeidae).